# Hat
| Hat |
| --- |
| Hazel Massery skriker åt Elizabeth Eckford, i en uppvisning av rashat 1957. - Betydelse – djup motvilja, oftast mot någon/något som uppfattas som hot eller ond kraft - Verkan – varaktig önskan att skada någon/något - Relaterade begrepp – kärlek (positivt engagemang), likgiltighet (ointresse) |

Hat är en djup motvilja, oftast mot någon eller något som uppfattas som ett hot eller en mörk kraft. Det är en passion, där grunden är en olustkänsla vid föreställningen om hatets föremål. Hatet yttrar sig i ett varaktigt begär att skada detta.

## Funktion
Hatet är en intensivt negativ emotionell respons. Den kan vara riktad mot en viss person, grupp av personer, ting eller idéer. I regel står känslan i motsats till något, i form av en motvilja. Hatet associeras ofta med intensiva känslor av ilska, avsmak och förakt. Hatets motsats anses ibland vara kärlek, medan dess närmaste frände inom själslivet är vreden. Där vreden är en kortvarig affekt, är hatet en permanent sinnesbeskaffenhet.
Motsatser till kärlek i vår kultur är åt ena sidan hat och åt andra sidan likgiltighet. Skillnaden mellan hat och likgiltighet är att den som hatar fortfarande väldigt mycket bryr sig om den andre, medan detta inte gäller när man är likgiltig.
Ett antal olika definitioner och perspektiv har framkastats omkring hatets natur, och filosofer har ägnat sig åt att försöka förstå hatets essens och grund. Vissa religioner ser å andra sidan hatet som potentiellt positivt, och där kan religionsföreträdare uppmuntra till hat mot yttre fiender. Teoretiker inom socialt tänkande och psykologi behandlar hat som ett utilitaristiskt fenomen. Inom pluralistiska kulturer som värdesätter tolerans kan vissa offentliga hatyttringar vara förbjudna.

## Känsla
Som känsla kan hatet vara kort- eller långlivat. Det kan vara låg- eller högintensivt; ett exempel på det förstnämnda kan vara 'jag hatar broccoli', ett exempel på det sistnämnda 'jag hatar alla'.
I vissa fall kan hatet vara en respons som lärts in, exempelvis genom misshandel, övergrepp, bedrägeri eller manipulation. Som en allmän regel kan hatet beskrivas som ett djupt psykologiskt svar på känslan av fångenskap eller brist på förståelse av vissa sociologiska fenomen. Psykologen Robert Sternberg har beskrivit tre olika huvudelement i hat:
- frånvaro av intimitet, genom att skapa distans där närhet har blivit hotande
- tillskott av passion, såsom rädsla eller vrede
- beslut att nedvärdera något som tidigare skattats högt[4]

Alla dessa tre elementen kan exempelvis dyka upp i en äktenskap som utsätts för svåra prövningar, och där de olika åsikterna om relationen och dess prioriteringar växer och permanentas. Resultatet kan bli en djup misstro mellan parterna som ofta leder till skilsmässa. I vissa miljöer kan religion användas som ett negativt medel för att försöka skapa tolkningsföreträde.

## Varianter
I det allmänna samtalet används ett antal olika sammansatta ord som försöker förklara speciella varianter eller avsändare/mottagare av systematiserat hat. Runt feminismen och diskussionen kring könsroller används ibland begreppen kvinnohat (betydelse: 'mäns hat mot kvinnor'; misogyni) respektive manshat (misandri; hat mot män). Detta språkbruk anses ha blivit vanligare under 2010-talet.
Ordet rashat kopplas ofta samman med rasistiska miljöer och separatistiska tillmälen mot icke-vita personer, och historiskt har detta förknippats med rasmotsättningar i bland annat USA. Ordet finns i svenskan sedan 1885 och har sin motsvarighet i tyskans Rassenhaß. I perioder av ökad migration kan ordet nyttjas för att beskriva en del av främlingsfientligheten. Ordet rashat kan även användas för att uttrycka stark distans till vitas privilegier, på samma sätt som vissa motiverar manshat som en motiverande kraft i kampen emot upplevda orättvisor mellan könen.
Näthat är benämningen på den kontrofrontativa kultur med kränkningar, trakasserier och mobbning som bland annat sprids i och via sociala medier; ordet finns i svensk skrift sedan 2007.

## Etymologi
Ordet hat finns noterad i svenskan sedan runstenarnas tid. Det är ett gemensamt germanskt ord som möjligen ursprungligen hade ordalydelsen 'förföljelse'.